# (1395) Aribeda
(1395) Aribeda – planetoida należąca do zewnętrznej części pasa głównego asteroid okrążająca Słońce w ciągu 5 lat i 270 dni w średniej odległości 3,2 au. Została odkryta 16 lipca 1936 roku w Landessternwarte Heidelberg-Königstuhl w Heidelbergu przez Karla Reinmutha. Nazwa planetoidy jest skrótem od Astronomisches Rechen Institut, Berlin Dahlem. Przed nadaniem nazwy planetoida nosiła oznaczenie tymczasowe (1395) 1936 OB.